# Eurowag
W.A.G payment solutions plc (connue sous son nom commercial "Eurowag") est une société tchèque paneuropéenne qui se concentre sur les solutions pour le fret et le transport routier en Europe,. Eurowag est fondée par Martin Vohanka en République tchèque en 1995. Basée à Prague, la plateforme est répartie sur 1 000 employés fournissant des services à plus de 100 000 camions dans 30 pays et avec 18 bureaux à travers l'Europe,,.

## Histoire
Eurowag a été fondée en 1995 sous le nom de groupe W.A.G par l'entrepreneur Martin Vohánka en tant que négociant en produits pétroliers. Un an plus tard, l'entreprise est devenue pleinement opérationnelle en distribuant des produits de raffinage aux champs agricoles et aux entreprises manufacturières ainsi qu'aux stations-service.
En 2000, la société déménage son siège social à Prague et introduit ses services de paiement via des cartes carburant. En 2015, Martin Vohanka a vendu un tiers de la société au fonds de capital-investissement TA Associates basé à Boston,. Ainsi, Martin Vohanka détient 59,1% du capital, tandis que TA Associates détient 32,67 % de la société,. En octobre 2020, Eurowag a lancé son E.V.A. (Enhanced Vehicle Assistant) et quelques mois plus tard, eFleet Management a été introduit. En 2021, Eurowag a achevé son introduction en bourse et s'est cotée à la Bourse de Londres en octobre,.

## Acquisitions
Eurowag a acquis Czech Logistics (rebaptisé par la suite Reamon Tax) en 2014, une société fournissant des services de détaxe dans l'UE. D'autres acquisitions ont été suivies par une prise de contrôle de Princip, a.s., la télématique automobile tchèque et Sygic, basée en Slovaquie, qui propose une navigation automobile hors ligne,. En 2019, Eurowag a obtenu la participation majoritaire dans la société espagnole d'exploitation de cartes carburant ADS sur les marchés espagnol et portugais.
En 2021, Eurowag a acquis une participation dans la société néerlandaise Last Mile Solutions, qui propose des services d'électromobilité,. La même année, Eurowag a également acheté 51 % de la société de suivi des véhicules KomTeS et s'est associé à la société lituanienne Drivitty, spécialisée dans le paiement numérique du carburant,.
Récemment en avril 2022, Factris, une Fintech, a collaboré avec Eurowag, pour proposer « Eurowag Cash»,,.
Eurowag a acquis 100% du capital social de WebEye Telematics, un fournisseur de solutions de gestion de flotte, pour 55,9 millions d'euros qui comprend également la composante à règlement différé,. Bien que l'achèvement des paiements soit prévu en juillet 2022, sous réserve de l'autorisation du ministère hongrois de l'Innovation et de la technologie.

## Services et produits
Eurowag fournit des solutions de paiement et de mobilité pour le péage et d'autres services, tels que le paiement du carburant et la recharge des VE (véhicules électriques) via un vaste réseau international,. Les principaux clients de l'entreprise sont de petites entreprises CRT, qui représentent 80% de l'industrie.
Eurowag fournit des services pour améliorer les performances des opérateurs de transport, y compris le ravitaillement en carburant des véhicules, les paiements d'énergies et de péage, les remboursements de VAT, la gestion de flotte et les services financiers,, utilisés par plus de 250,000 véhicules dans environ 30 pays d'Europe, Asie et Moyen-Orient. [8] Les cartes carburant Eurowag conviennent aux entreprises de toutes tailles, comprenant des paiements d'énergie par prépaiement ou post-paiement et peuvent être utilisées dans environ 11 000 stations-service à travers l'Europe,. En expansion, Eurowag gère quelques stations-service en propre aux principaux passages frontaliers et peut donner à ses clients des prix compétitifs pour un carburant de haute qualité.
Son E.V.A. (Enhanced Vehicle Assistant) est intégré à EW Telematics et à l'unité embarquée E.V.A. d'Eurowag, permettant les paiements de péage groupés faciles dans 8 pays,. La gestion eFleet de la flotte est bénéfique pour surveiller les statistiques telles que le niveau de charge de la batterie et les stations de recharge à proximité, la localisation en temps réel du véhicule et une évaluation des coûts de recharge. L'intégration télématique avancée offre une rentabilité notable pour les transporteurs en carburant et en assistance. Alors que la technologie de géolocalisation (Fuel Guard) les protège de la plupart des extorsions et vols de carburant.